# Lacinius dentiger
Lacinius dentiger is een hooiwagen uit de familie echte hooiwagens (Phalangiidae).